# Jundee Airport
Jundee Airport är en flygplats i Australien. Den ligger i kommunen Wiluna och delstaten Western Australia, omkring 770 kilometer nordost om delstatshuvudstaden Perth. Jundee Airport ligger 557 meter över havet.
Trakten runt Jundee Airport är nära nog obefolkad, med mindre än två invånare per kvadratkilometer.. Det finns inga samhällen i närheten.
Omgivningarna runt Jundee Airport är i huvudsak ett öppet busklandskap. Genomsnittlig årsnederbörd är 382 millimeter. Den regnigaste månaden är februari, med i genomsnitt 83 mm nederbörd, och den torraste är augusti, med 3 mm nederbörd.